# Margarethe Tiesel

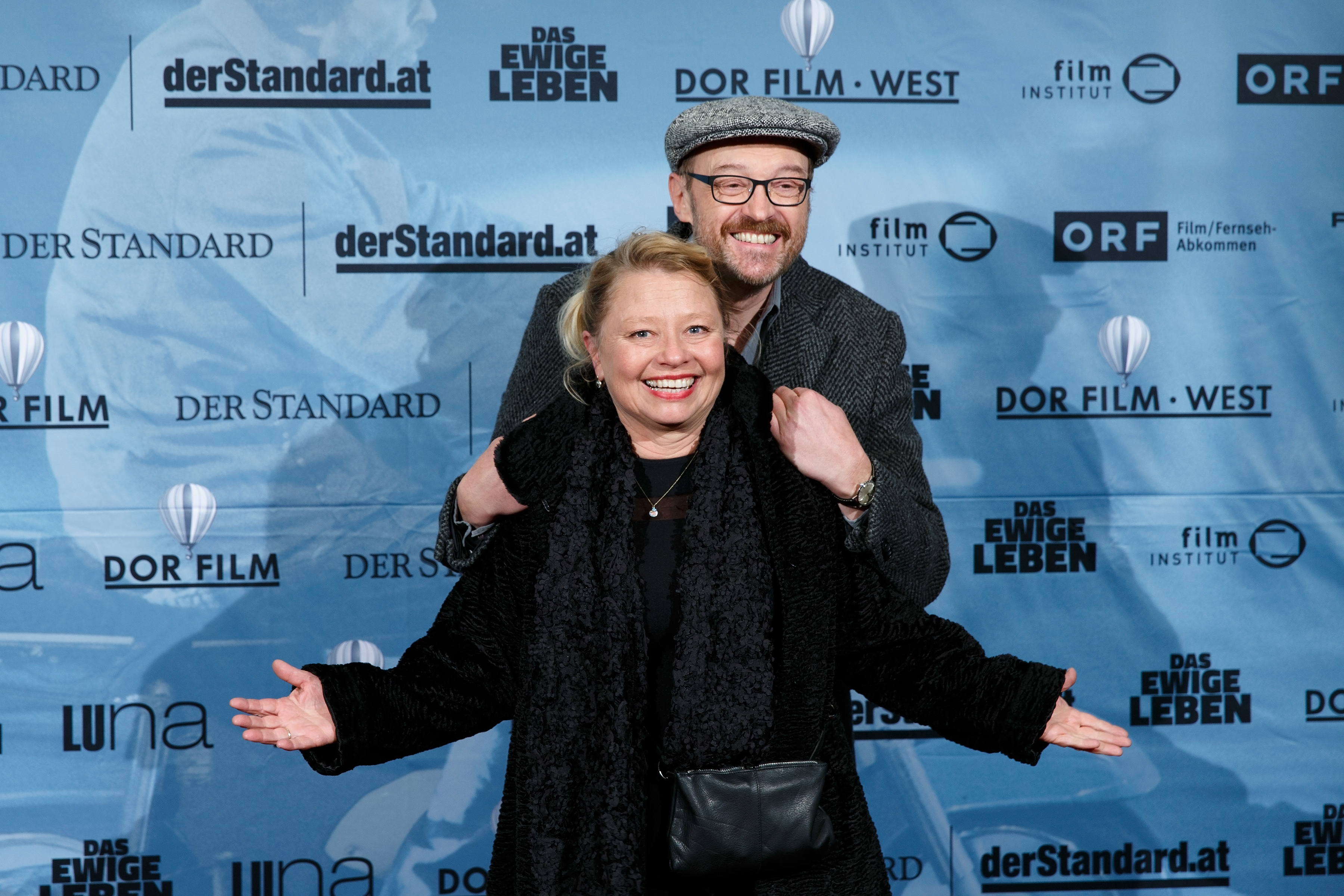
Margarethe Tiesel y Josef Hader en el estreno de su película Das ewige Leben (La vida eterna) en 2015

Margarethe Tiesel (Viena, 22 de febrero de 1959) es una actriz austriaca.

## Biografía
Margarethe Tiesel se graduó entre 1981 y 1983, estudió actuación en la Universidad de Música y Artes Escénicas "Mozarteum" de Salzburgo. Tras el final de su estudio, ella era una actriz de teatro a Alemania. Tiesel fue actriz de reparto entre 1983-1985 en el Teatro Dortmund, a lo que siguieron compromisos en el Württemberg Teatro Estatal de Esslingen (1985-1989) y en el Teatro de la Ciudad de Friburgo (1989-1993). También trabajó en producciones teatrales en el Schauspielhaus, Staatstheater Stuttgart, Schauspiel Frankfurt, Ernst Deutsch Theater y Kampnagel de Hamburgo. En Austria, Tiesel actuó en el Festival de Salzburgo en Viena en la casa de transporte, el Schauspielhaus, Teatro Drachengasse y Teatro en Ciudad José. Desde 1994 actuó en varias ocasiones como actriz invitada en el Schauspielhaus Graz, apareciendo sucesivamente en numerosas obras de Constanze Dennig.
Además de su trabajo en el teatro Tiesel fue entre 1983-1984 convocada para se primer largometraje, Cornelia Schlingmanns cine experimental Hur y Heilig. Al mismo tiempo, hizo su debut en televisión en la producción de Dietrich Haugks BR Los zapatos de oro (1984). Desde principios de la década de 1990 interpretó pequeños papeles secundarios en más de 30 producciones de cine y televisión, incluyendo Barbara Albert Película borde norte (1999), así como el papel de actriz invitada de la mujer en azul Steiner Serie Trautmann (2000-2008).
A nivel internacional es conocida por su primer papel como protagonista en el film de Ulrich Seidl Paradise: Love (2012). La película, concurso del 65º Festival Internacional de Cine de Cannes (2012) año en el cual se estrenó. Se trata de una mujer sola de 50 años de edad vienesa que va de a Kenia de "turismo sexual" en busca de amor. Las mujeres occidentales como conocidas como "sugarmamas" por los hombres africanos. La actriz, que improvisó durante la filmación con actores aficionados africanos conocidos como "beachboys", [3] recibió grandes elogios de la crítica. En el mismo año Tiesel fue la primera actriz austriaca nominada para los Premios del Cine Europeo. Recibió el premio de cine austríaco en 2013.
Margarethe Tiesel está casada con el actor Franz Solar: tienen dos hijos, Sophie y Ferdinand, y vive en Graz.